# Annie de Rooij
Annie de Rooij is een typetje van Paul de Leeuw, zij is getrouwd met Bob de Rooij (ook een typetje van Paul de Leeuw).

## Karakter
Annie de Rooij is een aardige, lieve, maar ook bijzonder naïeve en truttige vrouw. Ze wordt geregeld door haar oversekste en agressieve man, Bob de Rooij, mishandeld, vernederd en uitgescholden. Ze draagt steevast een witte helm en rode kleding met een Schotse ruit. Het zat haar vaak niet mee met haar brommer en een van haar vaste uitspraken was dan ook: "Ik heb brommerpech!". In Filmpje! blijkt ze een enorme fan van de film The Wizard of Oz. Haar lokale dorpsbioscoop blijft de film maar draaien, louter omdat zij hem zo vaak komt kijken.
Annie dook voor het eerst op in het derde seizoen van De Schreeuw van de Leeuw. Bob de Rooij was toen al een bekend typetje. In 1994 besloot De Leeuw te stoppen met de show en doordat de populariteit rondom Bob en Annie zo gestegen was besloot hij in 1995 Filmpje! op te nemen. Dit werd de best bezochte film van dat jaar.
Daarna werd het een aantal jaren stil rondom het duo. In 1998 maakte De Leeuw als Bob echter een eenmalige comeback in zijn programma Laat de Leeuw, en zong Bob uit eerbetoon voor de overleden Frank Sinatra het lied My Way.
In 2000 tijdens De Leeuws concert in Ahoy Rotterdam zat Annie in haar eentje 167 dagen in het Big Bopper huis (parodie op Big Brother). Bob gaf een conference en gaf tevens opdrachten aan Annie. Daarna verscheen Annie in 2003 vaak in PaPaul waarin zij immigranten de Nederlandse cultuur aanleerde in haar eigen rubriek 'Vreemdelanders, Nederlanders'.
Ook Bob kwam weer tevoorschijn als kandidaat voor burgemeester van Rotterdam. Daarna verscheen het duo nog geregeld in Mooi! Weer De Leeuw en waren ze beide in 2010 te zien in Pauls Kadoshow.
In 2012 trad zij op tijdens Toppers in concert 2012.
Annie de Rooij keerde terug in de theatershow van Paul de Leeuw genaamd Vette Pech!, hierin vertelt ze een verhaal en zingt ze een lied.
In 2019 kwam Annie terug in het RTL 4-programma Pauls nummer 1 show.